# Blaise Nkufo
Blaise Nkufo es un exfutbolista suizo nacido el 25 de mayo de 1975 en Kinshasa, actual República Democrática del Congo. Jugó de delantero y su último equipo fue el Seattle Sounders de la Major League Soccer de los Estados Unidos.
Nkufo fue miembro de la selección de fútbol de Suiza, con la cual participó en 34 partidos y marcó 7 goles.

## Trayectoria
Nació en Zaire, actual República Democrática del Congo. Cuando era pequeño su familia se trasladó a Suiza, país donde se nacionalizó.
Empezó su carrera como futbolista en Suiza jugando en el Lausanne-Sports en la temporada 1993-94, disputando dos encuentros de liga.
La temporada siguiente pasó al FC Echallens, equipo de la Nationalliga B (segunda división de Suiza). Luego fichó por el Al-Arabi SC de la Liga de Catar, uno de los mejores clubes de ese país. Posteriormente regresó a Suiza para jugar en el Yverdon-Sport FC.
En la temporada siguiente (1997-98) vuelve al que fuera su primer equipo, el Lausanne Sports. Disputa 34 partidos de liga y marca 18 goles. En ese año Nkufo gana la Copa Suiza, segundo título en su carrera tras la Liga de Catar.
Al año siguiente ficha por el Grasshopper-Club Zürich. Luego juega en FC Lugano durante un año, para luego regresar al Grasshopper. Su último equipo en Suiza fue el FC Luzern, donde jugó en la segunda mitad del 2000.
En el año 2001 prueba suerte jugando en Alemania, en el 1. FSV Maguncia 05 (2. Bundesliga). En 2002 debuta en la Bundesliga con el Hannover 96. En aquella temporada disputa 9 encuentros pero no llega a anotar ningún gol.
En la temporada 2003-04 ficha por el FC Twente (Países Bajos), donde se mantendría siete temporadas y donde brillaría futbolísticamente a pesar de la edad. En su primera temporada en la Eredivisie disputa 28 partidos y marca 14 goles. En su última temporada en Holanda, la 2009/2010, gana la Eredivisie con el FC Twente.
A inicios de 2010, Nkufo firmó por el Seattle Sounders de la Major League Soccer y se unió al equipo el 13 de julio de 2010. 5 días después, debutó en un amistoso ante el Celtic de Escocia. Pero no fue hasta el 25 de julio cuando debutó en un partido oficial de la MLS ante el Colorado Rapids, con una victoria de 2-1. Anotó sus primeros tres tantos el 18 de septiembre ante Columbus Crew.
El 15 de marzo de 2011, Seattle anunció el fin de contrato de Nkufo. Trece días después, Blaise Nkufo anunció su retiro del fútbol.

## Selección nacional
Ha sido internacional con la Selección de fútbol de Suiza. En total, disputó 34 encuentros y ha marcado 7 goles.

### Participaciones en Copas del Mundo
| Mundial                        | Sede      | Resultado    | Partidos | Goles |
| ------------------------------ | --------- | ------------ | -------- | ----- |
| Copa Mundial de Fútbol de 2010 | Sudáfrica | Primera fase | 3        | 0     |

## Clubes y estadísticas
| Club             | País           | Año         |
| ---------------- | -------------- | ----------- |
| Lausanne-Sports  | Suiza          | 1993 - 1994 |
| FC Echallens     | Suiza          | 1994 - 1995 |
| Al-Arabi         | Catar          | 1995 - 1996 |
| Yverdon-Sport    | Suiza          | 1996 - 1997 |
| Lausanne-Sports  | Suiza          | 1997 - 1998 |
| Grasshopper      | Suiza          | 1998        |
| FC Lugano        | Suiza          | 1999        |
| Grasshopper      | Suiza          | 2000        |
| FC Luzern        | Suiza          | 2000        |
| Maguncia 05      | Alemania       | 2001 - 2002 |
| Hannover 96      | Alemania       | 2002 - 2003 |
| Twente           | Países Bajos   | 2003 - 2010 |
| Seattle Sounders | Estados Unidos | 2010 - 2011 |

## Palmarés

### Campeonatos nacionales
| Título                   | Club             | País           | Año  |
| ------------------------ | ---------------- | -------------- | ---- |
| Liga de Catar            | Al-Arabi         | Catar          | 1996 |
| Copa Suiza               | Lausanne-Sports  | Suiza          | 1998 |
| Eredivisie               | Twente           | Países Bajos   | 2010 |
| Lamar Hunt U.S. Open Cup | Seattle Sounders | Estados Unidos | 2010 |

### Distinciones individuales
Finalista de la Copa de Holanda en 2004 y 2009 con el FC Twente
Máximo goleador de la historia del FC Twente con 130 goles